# Smartyzm
Smartyzm (lub Smarta Sampradaja, czyli Tradycja Smarty) – jeden z odłamów hinduizmu (obok wisznuizmu, śiwaizmu i śaktyzmu), cechujący się kultowym henoteizmem i katenoteizmem (zdania na ten temat są jednak podzielone i część osób uważa go za kierunek monistyczny).

## Charakterystyka
Smārta oznacza wyznawcę, opierającego się głównie (chociaż nie wyłącznie) na wskazaniach Wed i Śastr oraz filozofii Adwajtawedanta Adi Śankary. Jest to odłam nierygorystyczny, akceptujący różne formy Boga.
Słowo Smārta (od sanskryckiego rdzenia smr- pamiętać) oznacza "pamięciowy, zawarty w pamięci (smrti)", oparty na tradycji, przepisany lub usankcjonowany tradycją i zwyczajem.
Założycielem smartyzmu jest Śankara, który utworzył pierwszy ośrodek Adwajta Mata tego odłamu w Śringeri. Wielką rolę odgrywają kierujący poszczególnymi ośrodkami tzw. jagadguru.

### Pojęcie Boga
Wyznawcy smartyzmu sami wybierają dowolne bóstwo do oddawania czci. Zwykle czczą pięć bóstw (panćopasana lub panćadewata) jako manifestacje bezpostaciowego Absolutu- Brahmana. Smartyści akceptują i czczą sześć głównych i równych sobie manifestacji Boga (Brahmana). Są to: Ganeśa, Śiwa, Śakti, Wisznu, Surja i Karttikeja. Smartyzm głosi wielopostaciowe pojmowanie Boga, podczas gdy wisznuizm (w tym krysznaizm) i śiwaizm skłaniają się ku czczeniu Boga pod jedną postacią.
Według Adwajta Wedanty Bóg jest jednocześnie nirguną (czystą, niematerialną świadomością) i saguną (widocznymi, indywidualnymi manifestacjami) i panuje nad wszystkimi aspektami (gunami) wszechświata. Jako nieskończony, Bóg może przyjmować nieskończoną ilość form. W tym ujęciu Wisznu i Śiwa są równorzędnymi manifestacjami tego samego Boga (Nirguny Brahmana- Najwyższej Rzeczywistości). Jest to pogląd sprzeczny z śiwaizmem i wisznuizmem.

### Święte pisma i bramini
Do kanonu świętych pism należą Wedy (Rygweda, Jadźurweda, Samaweda i Atharwaweda), "oczyszczone" przez Śankarę z tekstów, uznanych przez niego za sprzeczne z wedyjską tradycją, a także adwajtawedanta'. Smartyści cytują również Wisznu Puranę, aby udowodnić tezę o nieskończoności form Brahmana. Bramini smartyzmu (zwani smarta) szkoleni są według Karma Kanda z Wed i swobodnie łączą różne rytuały kultowe.
Prawo religijne opiera się na Manusmryti, Apastambasmryti i Bodjajanasmryti.
Wielu wyznawców hinduizmu, nie będąc smartystami, opiera się jednak na Adwajcie Wedancie, jako przeciwieństwie podziału na różne sekty, cechującym hinduizm. Wielu współczesnych teologów hinduizmu (np. Ramakryszna) opiera się na uniwersalnych wartościach smartyzmu. Wyjątkiem jest założyciel ruchu Hare Kryszna – Bhaktivedanta Swami, który podkreślał wyjątkowość i odrębność kultu Kryszny.

### Formy kultu
Smartyści uważają praktykowanie dharmy za ważniejsze od innych rytuałów. Praktykują zróżnicowane rytuały ofiar (jadźna, dźapa, pudźa, aupasana i agnihotra, te dwie ostatnie ofiary są praktykowane skrajnie rzadko), składane pięciu bóstwom. Śpiewane są hymny religijne śloka i stotra. Bramini poddają się kąpielom rytualnym (snana).
Praktykowane są również wedyjskie obrzędy, przypisane do różnych faz życia człowieka: brahmaczarja aśrama, grihasta aśrama, wanaprasta aśrama i sannjasa aśrama. Wielką wagę przywiązuje się do zachowania tradycji wedyjskiej (w tym przygotowywania specjalnego pożywienia). Polecane jest małżeństwo aranżowane przez rodzinę. Smartyzm szczególnie praktykuje w muzyce styl z Karnataki na południu Indii.

## Smartyzm w Indiach
Wspólnoty:
- Indie południowe
  - Havyaka
  - Iyer
  - Vaidiki Mulukanad
  - Vaidiki Velanadu
  - Vaidiki Veginadu
  - Vaidiki Telanganya
  - Namboothiri
  - Badaganadu
  - Hoysala Kannada
  - Kota brahmin
  - Babboor Kam
  - Arvel Niyogi Brahmins
- Maharashtra
  - Karhade
  - Deshastha
  - Konkanastha lub Chitpavan
  - Devrukhe
- Saraswat Brahmin
  - Gaud Saraswat Brahmins (GSB's)

## Smartyzm na świecie
Poza Indiami w czasach współczesnych powstały misje:
- Chinmaya Mission
- Divine Life Society